# 에밀리오 포르테스 힐
에밀리오 포르테스 힐 (Emilio Portes Gil, 1890년 10월 3일 ~ 1978년 12월 10일)은 1928년부터 1930년까지 멕시코의 대통령이었다.

## 생애
프로테스 힐은 북동쪽 멕시코에 있는 타마울리파스주의 주도, 시우다드 빅토리아에서 태어났다.
멕시코 혁명의 발발은 그를 멕시코 시티의 에스쿠엘라 리브레 데 데레코 (Escuela Libre de Derecho)에서 법을 공부하도록 했다.
1914년 후반에 그는 혁명주의자 (다음 5월에 멕시코의 대통령직을 떠맡은) 베누스티아노 카란사와 동맹을 맺었으며 1915년 졸업했을 당시, 그는 이미 군사 재판부에서 임명되어 공공 행정 분야에서 경력을 쌓고 있었다.
몇 년간 그는 소노라주의 최고 법원 판사, 국방 장관의 법률 자문가로서 법률 분야와 1917년, 1921년, 1923년에 선출되었던 국회의원, 1920년, 1925년 두 차례 그의 고향 타마울리파스 주의 주지사로서 선거에 의한 관직으로 근무하였다.
1928년 8월 28일과 11월 30일 사이에 그는 플루타르코 엘리아스 카예스의 내각에서 내무부 장관을 했었다. 대통령으로 선출된 알바로 오브레곤이 1928년 7월 17일에 종교 광신자에 의해 암살된 이후 여러 달 동안 임시대통령직을 떠맡었다. 이때 그는 또한 크리스테로 전쟁으로서 알려진 광범위하고 폭력적인 종교 반란을 물려받았다.
관직에 있는 동안 대학 파업을 직면한, 그는 제정한 법률에 의하여 멕시코 국립 자치 대학교가 자치를 승인받았던 의회 특별 회의를 개최함으로써 그 상황을 해결했다.
그는 또한 아우구스토 산디노의 인도를 교환 조건으로 니카라과로부터 미국 군대의 철수를 협상하려는 시도를 했었다. 대화가 실패했을 때, 그는 산디노에게 멕시코로의 정치적 망명과 테믹스코에 있는 토지 한 필지를 인정했다.
그는 1930년 2월 5일에 파스쿠알 오르티스 루비오에게 대통령을 넘겨주었으며, 오르티스 내각에서 그는 그 후 내무부 장관으로서 18개월 동안 재임했다.
그는 그후에 국제 연맹에 멕시코 초대 대표로서 유럽으로 떠났다. 다음의 대통령 하에서, 그는 대사, 외교부장관, 법무 장관, 후에 제도혁명당으로 다시 만든 국가혁명당의 총재를 포함하는 다양한 지위에 재임했다.
그는 1978년 12월 10일에 멕시코 시티에서 88세의 나이로 죽었다.

## 같이 보기
- 멕시코의 국가원수 목록